# Hjortnäs
Hjortnäs is een plaats in de gemeente Leksand in het landschap Dalarna en de provincie Dalarnas län in Zweden. De plaats heeft 117 inwoners (2005) en een oppervlakte van 48 hectare. De plaats ligt aan de baai Österviken, het zuidpunt van het meer Siljan.